# Маллинз, Дэниел Джозеф
Дэниел Джозеф Маллинз (англ. Daniel Joseph Mullins, 10 июля 1929, Килфинейн, Ирландия — 1 ноября 2019) — католический прелат, епископ Меневии с 12 февраля 1987 по 12 июня 2001 года.

## Биография
Дэниел Джозеф Маллинз родился 10 июля 1929 года. 12 апреля 1953 года был рукоположён в священника.
5 февраля 1970 года Римский папа Павел VI назначил Дэниела Джозефа Маллинза титулярным епископом Сиднацестра и вспомогательным епископом архиепархии Кардиффа. 1 апреля 1970 года Маллинз был рукоположён в епископа. 12 февраля 1987 года был назначен ординарием епархии Меневии.
12 июня 2001 года вышел на пенсию.